# Substitution de police
 (février 2016).
Si vous disposez d'ouvrages ou d'articles de référence ou si vous connaissez des sites web de qualité traitant du thème abordé ici, merci de compléter l'article en donnant les références utiles à sa vérifiabilité et en les liant à la section « Notes et références ».
La technique de substitution de police est le procédé permettant d'utiliser une police de caractère à la place d'une autre quand la police désirée ne permet pas d'afficher le glyphe pour un caractère/codepoint.

## Présentation
La substitution de police se fonde sur la classification des polices en familles, telles que par exemple : une police sans serif peut-être substituée par une autre police sans serif.
Cela peut être utile par exemple pour les imprimantes qui ne disposent que d'un nombre limité de polices de caractères en mémoire.
La substitution de police peut conduire à une apparence inconsistante à l'intérieur d'un mot ou d'une phrase, en raison de l'utilisation de plusieurs polices. Une méthode de contournement du problème est d'afficher le mot entier, ou le paragraphe entier avec la police substituée. Cependant, la substitution de police peut être critique pour les systèmes d'écriture ne disposant pas de polices de caractères couvrant la plage nécessaire.
Les systèmes qui utilisent les mécanismes de substitution de police incluent fontconfig, Adobe Reader, Unidrv (en), et Microsoft Word (depuis Word 2002). Tous les systèmes qui prétendent faire de la substitution ne sont pas pour autant capables de substituer les caractères manquant ; certains ne peuvent substituer que les polices manquantes.
La plupart des navigateurs web récents, tel que Mozilla Firefox, à l'exception notable de Internet Explorer avant sa version 7, sont capables de substituer les polices.